# Polyandrocarpa shimodensis
Polyandrocarpa shimodensis är en sjöpungsart som beskrevs av Enrico Adelelmo Brunetti 2007. Polyandrocarpa shimodensis ingår i släktet Polyandrocarpa och familjen Styelidae. Inga underarter finns listade i Catalogue of Life.